# Liste der belgischen Abgeordneten zum EU-Parlament (1999–2004)
Die Liste der belgischen Abgeordneten zum EU-Parlament (1999–2004) listet alle belgischen Mitglieder des 5. Europäischen Parlaments nach der Europawahl in Belgien 1999.

## Mandatsstärke der Parteien 1999
- SPE: 5
- G/EFA: 7
- ELDR: 6
- EVP-ED: 5
- TDI: 2

| Nationale Partei | Mandate | Fraktion                                                                    |
| --- | ------- | --------------------------------------------------------------------------- |
| Ecolo | 3       | Die Grünen/Europäische Freie Allianz (G/EFA)                                |
| Volksunie-Ideeën 21ste eeuw (VU-ID) * | 2       | Die Grünen/Europäische Freie Allianz (G/EFA)                                |
| AgalevGroen! (ab 2003) | 2       | Die Grünen/Europäische Freie Allianz (G/EFA)                                |
| Vlaamse Liberalen en Democraten (VLD) | 3       | Fraktion der Europäischen Liberalen, Demokratischen und Reformpartei (ELDR) |
| Parti Réformateur Libéral- 000Front démocratique des francophones- 000Mouvement des Citoyens pour le Changement 000(PRL-FDF-MCC)Mouvement Réformateur (MR) (ab 2002) | 3       | Fraktion der Europäischen Liberalen, Demokratischen und Reformpartei (ELDR) |
| Parti Socialiste (PS) | 3       | Fraktion der Sozialdemokratischen Partei Europas (SPE)                      |
| Socialistische Partij (SP)Socialistische Partij Anders (sp.a) (ab 2001)                                                                                              | 2       | Fraktion der Sozialdemokratischen Partei Europas (SPE)                      |
| Christelijke Volkspartij (CVP)Christen-Democratisch en Vlaams (CD&V) (ab 2001)                                                                                       | 3       | Fraktion der Europäischen Volkspartei und europäischer Demokraten (EVP-ED)  |
| Parti social-chrétien (PSC)Centre Démocrate Humaniste (CDH) (ab 2002)                                                                                                | 1       | Fraktion der Europäischen Volkspartei und europäischer Demokraten (EVP-ED)  |
| Christlich Soziale Partei (CSP) | 1       | Fraktion der Europäischen Volkspartei und europäischer Demokraten (EVP-ED)  |
| Vlaams Blok (VB) | 2       | Technische Fraktion der Unabhängigen Abgeordneten (TDI) (bis 4. Okt. 2001)  |
| Vlaams Blok (VB) | 2       | Fraktionslose Abgeordnete (NI)                                              |
| Gesamt | 25      |                                                                             |

Anmerkungen
* Die Volkunie zerfiel 2001 in die Parteien Nieuw-Vlaamse Alliantie und Spirit

## Abgeordnete
| Bild | Name                  | Lebens daten | von                | bis                | Partei             | Fraktion   | Anmerkungen                                                                                                |
| ---- | --------------------- | ------------ | ------------------ | ------------------ | ------------------ | ---------- | --- |
|      | Anne André-Léonard    | 1948         | 6. Juni 2003       | 19. Juli 2004      | MR                 | ELDR       | Nachgerückt für Daniel Ducarme                                                                             |
|      | Ward Beysen           | 1941–2005    | 20. Juli 1999      | 19. Juli 2004      | VLD                | ELDRNI     | Fraktionsaustritt am 10. Februar 2003                                                                      |
|      | Peter Bossu           | 1965         | 20. Juli 1999      | 31. Dezember 1999  | SP                 | SPE        | Nachrücker: Kathleen Van Brempt                                                                            |
|      | Philippe Busquin      | 1941         | 20. Juli 1999      | 15. September 1999 | PS                 | SPE        | Nachrücker: Véronique De Keyser                                                                            |
|      | Philip Claeys         | 1965         | 20. Juli 1999      | 16. Juni 2003      | VB                 | NI         | |
|      | Willy De Clercq       | 1927–2011    | 20. Juli 1999      | 19. Juli 2004      | VLD                | ELDR       | |
|      | Jean-Maurice Dehousse | 1936–2023    | 16. September 1999 | 19. Juli 2004      | PS                 | SPE        | Nachgerückt für Jacques Santkin                                                                            |
|      | Véronique De Keyser   | 1945         | 25. September 2001 | 19. Juli 2004      | PS                 | SPE        | Nachgerückt für Philippe Busquin                                                                           |
|      | Gérard Deprez         | 1943         | 20. Juli 1999      | 19. Juli 2004      | MCC/MR             | ELDR       | |
|      | Claude Desama         | 1942         | 20. Juli 1999      | 5. April 2001      | PS                 | SPE        | Nachrückerin: Olga Zrihen                                                                                  |
|      | Jan Dhaene            | 1959         | 1. September 2002  | 19. Juli 2004      | Aga./Gro.sp.a      | G/EFASPE   | Nachgerückt für Luckas Vander Taelen; Parteiwechsel am 8. Januar 2004; Fraktionswechsel am 28. Januar 2004 |
|      | Karel Dillen          | 1925–2007    | 20. Juli 1999      | 30. Mai 2003       | VB                 | TDINI      | Nachrücker: Koenraad Dillen                                                                                |
|      | Koenraad Dillen       | 1964         | 16. Juni 2003      | 19. Juli 2004      | VB                 | NI         | Nachgerückt für Karel Dillen                                                                               |
|      | Daniel Ducarme        | 1954–2010    | 20. Juli 1999      | 4. Juni 2003       | PRL/MR             | ELDR       | |
|      | Saïd El Khadraoui     | 1975         | 7. Oktober 2003    | 19. Juli 2004      | SP                 | SPE        | Nachgerückt für Kathleen Van Brempt                                                                        |
|      | Monica Frassoni       | 1963         | 20. Juli 1999      | 19. Juli 2004      | Ecolo              | G/EFA      | |
|      | Mathieu Grosch        | 1950         | 20. Juli 1999      | 19. Juli 2004      | CSP                | EVP-ED     | |
|      | Pierre Jonckheer      | 1951         | 20. Juli 1999      | 19. Juli 2004      | Ecolo              | G/EFA      | |
|      | Paul Lannoye          | 1939–2021    | 20. Juli 1999      | 19. Juli 2004      | Ecolo              | G/EFA      | |
|      | Nelly Maes            | 1941         | 20. Juli 1999      | 19. Juli 2004      | VU-IDSpirit        | G/EFA      | |
|      | Frédérique Ries       | 1959         | 20. Juli 1999      | 11. Februar 2004   | PRL/MR             | ELDR       | Nachrückerin: Jacqueline Rousseaux                                                                         |
|      | Jacqueline Rousseaux  | 1950         | 19. Februar 2004   | 19. Juli 2004      | MR                 | ELDR       | Nachgerückt für Frédérique Ries                                                                            |
|      | Jacques Santkin       | 1948–2001    | 1. Februar 2001    | 28. August 2001    | PS                 | SPE        | Nachgerückt für Freddy Thielemans; Nachrücker: Jean-Maurice Dehousse                                       |
|      | Miet Smet             | 1943–2024    | 20. Juli 1999      | 19. Juli 2004      | CVP/CD&V           | EVP-ED     | |
|      | Patsy Sörensen        | 1952         | 20. Juli 1999      | 19. Juli 2004      | Aga./Gro.parteilos | G/EFA      | Parteiaustritt am 7. Januar 2004                                                                           |
|      | Bart Staes            | 1958         | 20. Juli 1999      | 19. Juli 2004      | VU-IDAga./Gro.     | G/EFA      | Parteiwechsel 2002                                                                                         |
|      | Dirk Sterckx          | 1946         | 20. Juli 1999      | 19. Juli 2004      | VLD                | ELDR       | |
|      | Freddy Thielemans     | 1944–2022    | 20. Juli 1999      | 16. Januar 2001    | PS                 | SPE        | Nachrücker: Jacques Santkin                                                                                |
|      | Marianne Thyssen      | 1956         | 20. Juli 1999      | 19. Juli 2004      | CVP/CD&V           | EVP-ED     | |
|      | Kathleen Van Brempt   | 1969         | 13. Januar 2000    | 28. September 2003 | SP/sp.a            | SPE        | Nachgerückt für Peter Bossu; Nachrücker: Saïd El Khadraoui                                                 |
|      | Luckas Vander Taelen  | 1958         | 20. Juli 1999      | 31. August 2002    | Agalev             | G/EFA      | Nachrücker: Jan Dhaene                                                                                     |
|      | Frank Vanhecke        | 1959         | 20. Juli 1999      | 19. Juli 2004      | VB                 | TDINI      | |
|      | Johan Van Hecke       | 1954         | 20. Juli 1999      | 19. Juli 2004      | CVP/CD&VVLD        | EVP-EDELDR | Fraktionswechsel bis zum 17. September 2002; Parteiwechsel am 27. Januar 2003                              |
|      | Anne Van Lancker      | 1954         | 20. Juli 1999      | 19. Juli 2004      | SP/sp.a            | SPE        | |
|      | Olga Zrihen           | 1953         | 6. April 2001      | 19. Juli 2004      | PS                 | SPE        | Nachgerückt für Claude Desama                                                                              |